# برباره بيرلسكوني
باربره بيرلسكوني (بالإيطالية: Barbara Berlusconi)‏ من مواليد 30 يوليو 1984 في كانتون ريف بازل في سويسرا، هي سيدة أعمال سويسرية المولد إيطالية الأصل والجنسية، وعضوة في مجلس إدارة نادي إي سي ميلان الإيطالي. وهي ابنة رجل الأعمال الإيطالي ورئيس الوزراء السابق لإيطاليا ومالك نادي إي سي ميلان سيلفيو برلسكوني وابنة الممثلة الإيطالية فيرونيكا لاريو.

## النشأة
وُلدت باربرا برلسكوني ولد كانتون ريف بازل في سويسرا صيف عام 1984 وهي ابنة سيلفيو برلسكوني وفيرونيكا لاريو التي أصبحت زوجته الثانية في عام 1990. اشتهرت باربرا برلسكوني كونها ابنة رجل الأعمال الشهير سيلفيو فضلا عن كونها عرابة بتينو كراكسي. قدِمت أول مرة لباريس في في عام 2001 وهناك استقرت لفترة من الزمن.

### التعليم
أكملت برلسكوني تعليمها الابتدائي في مدرسة شتاينر ميلان في سيتا ستودي. بعد تخرجها من المدرسة الثانوية الكلاسيكية استيتوتو كولاجيو جوزيبي سان فيللوريسي في مونزا، في يوليو 2010 أخذت الدرجة الأكاديمية في الفلسفة في جامعة سان رافاييل فيتا سلوت. انضمت إلى مجلس إدارة فينينفيست في سبتمبر 2003. واعتباراً من أبريل 2011 وهي عضو في مجلس إدارة نادي اي سي ميلان.

## الحياة الشخصية

### الأسرة
برلسكوني هي أم لولدين، أليساندرو وإدواردو من زوجها جورجيو فالاجويزا. تُقيم برلسكوني في سويسرا، وقد زادت شهرتها عندما دخلت في علاقة عاطفية مع نجم ميلان ولاعب منتخب البرازيل السابق ألكساندر باتو. 

## روابط خارجية
- برباره بيرلسكوني على موقع IMDb (الإنجليزية)